# Christian Heinrich Aschenbrenner
Christian Heinrich Aschenbrenner († 13. Dezember 1732 in Jena) war ein  deutscher Komponist und Violinist.

## Leben
Aschenbrenner studierte 1668 bei Johann Theile und ging im Jahre 1676 nach Wien, wo er sich bei Johann Heinrich Schmelzer als Komponist und Violinist vervollkommnete. 1677 wurde er Violinist in der Hofkapelle des Herzogs Moritz von Sachsen-Zeitz. Als diese vier Jahre darauf nach dem Tod des Herzogs aufgelöst wurde, fand er durch Johann Rosenmüllers Vermittelung eine Anstellung in Wolfenbüttelschen Diensten bei Herzog Anton Ulrich. Doch zerschlugen sich durch Rosenmüllers Tod vorläufig die Pläne zur Neugestaltung der dortigen Kapelle, so dass Aschenbrenner wieder ohne feste Stellung war. 1683 kam er als erster Violinist in die merseburgische Hofkapelle und trat 1695 zum zweiten Male in zeitzische Dienste unter Herzog Moritz Wilhelm, diesmal jedoch als Musikdirektor.
Inzwischen machte er Kunstreisen und erwarb sich einen weit verbreiteten Ruf, beispielsweise spielte er 1692 in Wien vor dem Kaiser Leopold, dem er auch 6 Violin-Sonaten überreichte, dafür von diesem reich beschenkt wurde und wiederholte seinen Besuch zu Wien 1703. Dort vermeldete er über ein von ihm geleitetes Konzert mit dem Posaunenvirtuosen Johann Georg Christian und dem Tenor Buzzolini: „... und er könne mit Wahrheit versichern, nie etwas angenehmeres gehört zu haben“.
Ob Aschenbrenner das Orchester im 1703 gegründeten Opernhaus vorm Salztor in Naumburg leitete oder in diesem mitspielte, ist nicht belegt, liegt jedoch nahe, da Naumburg zu dieser Zeit im Herzogtum Sachsen-Zeitz lag.
Im Jahre 1713 wurde er unter Moritz Wilhelm Kapellmeister zu Merseburg, blieb aber zugleich auch in zeitzischen Diensten, mit der Auflage, bei besonderen Gelegenheiten dort zu spielen oder musikalische Aufführungen zu leiten. In Merseburg war er 1713 in der ersten Abnahmekommission für die neue Domorgel (zusammen mit dem Hoforganisten Georg Friedrich Kauffmann; die zweite Abnahmekommission bestand aus dem Altenburger Hoforganisten Gottfried Ernst Bestell und dem Orgelbauer Johann Friedrich Wender aus Mühlhausen). In dieser Funktion bescheinigte er die Unbrauchbarkeit der Orgel (die später von Friedrich Ladegast vervollkommnet wurde).
Aus unbekannten Ursachen verließ er 1719 den merseburgischen Hof und zog sich mit einer nur kärglichen Pension nach Jena zurück. Der Großteil seiner Werke ist verschollen.
In der älteren Literatur wird der hier behandelte Violinist Christian Heinrich Aschenbrenner als 1654 geborener Sohn des Stettiner Ratsmusikers und ehemaligen Wolfenbüttelschen Kapellmeisters Heinrich Aschenbrenner gesehen. Nach neuerer Forschung soll es sich aber um zwei verschiedene gleichnamige Personen handeln, jener wurde 1695 als „Königlicher Schloß- und Stifts-Musicant“ in Stettin begraben.

## Werke (Auswahl)
- Gast- und Hochzeits-Freude, bestehend in Sonaten, Präludien, Allemanden, Couranten, Balletten, Arien, Sarabante. 3—6 voc. B. C., 1673, 1675 und 1676. (verschollen).
- Die Seele Christi heilige mich. Kantate für Soli (SATB), vier Streicher (drei Violen und Violon) und Basso Continuo.
- O Jesu süß wer dein gedenkt. Kantate in B-Dur, drei Streicher, Basso Continuo.